# Cometa Lexell
La Cometa Lexell, formalmente D/1770 L1, è una cometa periodica del Sistema solare. Fu scoperta il 14 giugno 1770 da Charles Messier, ma è denominata dal nome dell'astronomo che ne calcolò per primo l'orbita, Anders Johan Lexell. È una delle quattro comete la cui denominazione non riporta il nome o i nomi degli scopritori. Le altre tre sono: la Cometa di Halley, la Cometa di Encke e la Cometa Crommelin.
Al momento della scoperta, la cometa si avvicinava al Sole ed alla Terra. Le osservazioni indicano che la chioma fu in espansione per i restanti giorni del mese di giugno. Il 20 giugno la cometa risultava visibile ad occhio nudo ed il 24 raggiunse la seconda magnitudine. Intorno al 12 luglio la cometa transitò in prossimità del disco solare, la cui luminosità ne impedì l'osservazione. Fu recuperata il 3 agosto e rimase visibile fino al 2 ottobre; il giorno successivo non fu possibile invece rilevarne l'ormai debolissima luminosità.
Il 1º luglio 1770 la cometa transitò a sole 0,0146 UA dalla Terra, in quello che è passato alla storia come l'avvicinamento più prossimo di una cometa al nostro pianeta. Sebbene ci siano asteroidi che sono passati più vicini, la cometa Lexell è il primo NEO conosciuto.
Lexell mostrò che la cometa aveva avuto una distanza perielica maggiore fino ad un incontro ravvicinato con Giove avvenuto nel 1767, e predisse correttamente che un successivo passaggio ancora più prossimo al gigante gassoso, che sarebbe avvenuto due rivoluzioni dopo, nel 1779, avrebbe espulso la cometa dal Sistema solare interno.
Durante il transito del 1776, il perielio cometario si localizzò nella parte opposta alla posizione della Terra rispetto al Sole e non fu osservabile.
Circa settant'anni più tardi del lavoro di Lexell sulla cometa, Urbain Le Verrier riesaminò le osservazioni che erano state raccolte e fece un nuovo tentativo di calcolo dell'orbita. Si accorse tuttavia, dopo aver a lungo lavorato sui dati osservativi, che questi non erano sufficienti a determinare univocamente un'orbita per la cometa. Utilizzando una tecnica innovativa, quindi, ricavò i sei elementi orbitali in funzione di un unico parametro, a cui associò l'incertezza. Infine trovò sostanzialmente la realtà fisica già indicata da Lexell, cioè che l'incontro della cometa con Giove ne aveva alterato l'orbita in modo da aumentare la sua distanza perielica e portarla al di fuori delle capacità degli strumenti osservativi del tempo, ma piuttosto che presentare con certezza le circostanze dell'incontro, fornì una mappa delle possibilità, oggi comunemente nota come regione di confidenza.
Le Verrier calcolò una possibilità non nulla che la Cometa Lexell nel 1779 fosse passata a meno di 3,5 raggi gioviani dal centro del pianeta, ben all'interno, quindi, dell'orbita di Io. Lo spettro delle possibili orbite su cui l'azione gravitazionale di Giove avrebbe potuto spostare la cometa era piuttosto ampio e prevedeva l'opzione che la cometa avesse lasciato il sistema solare su un'orbita iperbolica.
Calcoli eseguiti con i moderni calcolatori fanno supporre che la cometa non sia stata definitivamente espulsa dal Sistema solare, ma che l'incontro con Giove del 1779 l'abbia spostata su un'orbita con un periodo di 200-300 anni, con il perielio prossimo all'orbita gioviana, a 5 UA.